# Chirita corniculata
Chirita corniculata är en tvåhjärtbladig växtart som beskrevs av François Pellegrin. Chirita corniculata ingår i släktet Chirita och familjen Gesneriaceae. Inga underarter finns listade i Catalogue of Life.